# Pascal Prince
Pascal Prince est un footballeur français né le 10 janvier 1960 à Reims (Marne). Ce joueur formé au Stade de Reims où il évolue depuis l'âge de cadet a été stoppeur dans le club champenois avec lequel il a joué 20 matches en division 1 et 246 matches en division 2 (10 buts marqués).

## Carrière de joueur
- 1975-1988: Stade de Reims
- 1988-1989: EA Guingamp
- 1989-1990: FC Montceau Bourgogne
- 1990-1991: Olympique Saint-Quentin
- 1991-1992: Paris FC
- 1992-1993: Tinqueux SC